# Csaba Hende
Dans le nom hongrois Hende Csaba, le nom de famille précède le prénom, mais cet article utilise l’ordre habituel en français Csaba Hende, où le prénom précède le nom.
Csaba Hende, né le 5 février 1960 à Szombathely (Hongrie), est un homme politique hongrois, ministre de la Défense entre 2010 et 2015.

## Biographie
Csaba Hende étudie le droit à l'Université Loránd Eötvös d'où il sort en 1983. Il exerce la profession d'avocat à Szombathely.

### Activités politiques

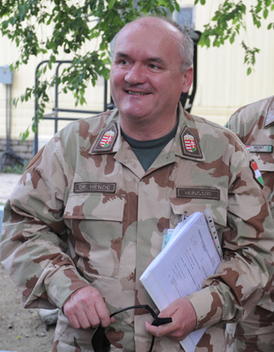
Csaba Hende, le 19 octobre 2011.

Csaba Hende est membre du Forum démocrate hongrois associé au Fidesz-Union civique hongroise.